# Pelodiscus sinensis
Pelodiscus sinensis är en sköldpaddsart som beskrevs av  Wiegmann 1835. Pelodiscus sinensis ingår i släktet Pelodiscus och familjen lädersköldpaddor. IUCN kategoriserar arten globalt som sårbar. Inga underarter finns listade i Catalogue of Life. Det svenska trivialnamnet kinesisk lädersköldpadda förekommer för arten.
Arten lever i östra Asien i Kina, Japan, Vietnam och på Taiwan. Den introducerades dessutom i Thailand och USA (Hawaii). Enligt en annan källa hittas arten även i östra Ryssland, på Koreahalvön och på öar som tillhör Indonesien och Malaysia.